# Двенадцать половых заповедей революционного пролетариата
Двенадцать половых заповедей революционного пролетариата — популярная работа советского психиатра Арона Залкинда, вышедшая в 1924 году и посвящённая вопросам упорядочивания личной жизни мужчин и женщин в СССР на основе классовой, пролетарской этики.

## Содержание
1. Не должно быть слишком раннего развития половой жизни в среде пролетариата — первая половая заповедь революционного рабочего класса.
2. Необходимо половое воздержание до брака, а брак лишь в состоянии полной социальной и биологической зрелости (то есть 20—25 лет) — вторая половая заповедь пролетариата.
3. Половая связь — лишь как конечное завершение глубокой всесторонней симпатии и привязанности к объекту половой любви.
4. Половой акт должен быть лишь конечным звеном в цепи глубоких и сложных переживаний, связывающих в данный момент любящих.
5. Половой акт не должен часто повторяться.
6. Не надо часто менять половой объект. Поменьше полового разнообразия.
7. Любовь должна быть моногамной, моноандрической (одна жена, один муж).
8. При всяком половом акте всегда надо помнить о возможности зарождения ребёнка и вообще помнить о потомстве.
9. Половой подбор должен строиться по линии классовой, революционно-пролетарской целесообразности. В любовные отношения не должны вноситься элементы флирта, ухаживания, кокетства и прочие методы специально полового завоевания.
10. Не должно быть ревности. Половая любовная жизнь, построенная на взаимном уважении, на равенстве, на глубокой идейной близости, на взаимном доверии, не допускает лжи, подозрения, ревности.
11. Не должно быть половых извращений.
12. Класс в интересах революционной целесообразности имеет право вмешаться в половую жизнь своих сочленов. Половое должно во всём подчиняться классовому, ничем последнему не мешая, во всём его обслуживая.

## История
А. Б. Залкинд в вопросах гигиены партийной работы придавал большое значение половому вопросу. Он считал, что современный человек в повседневной жизни страдает половым фетишизмом, который следовало преодолеть с помощью науки и вернуть секс в нужное русло: «Необходимо, чтобы коллектив больше тянул к себе, чем любовный партнёр». Именно таким образом появились на свет «Двенадцать половых заповедей революционного пролетариата». Общий смысл этих половых заповедей сводился к тому, чтобы энергия пролетариата, как цельного класса, не растрачивалась на половые связи, бесполезные для его исторической миссии: «Половое должно во всём подчиняться классовому, ничем последнему не мешая, во всём его обслуживая. Поэтому до брака, а именно до 20—25 лет, необходимо половое воздержание; половой акт не должен повторяться слишком часто; поменьше полового разнообразия; половой подбор должен строиться по линии классовой, революционно-пролетарской целесообразности; не должно быть ревности». Даже самая последняя — 12 заповедь — была направлена на упорядочивание половой жизни людей: «класс в интересах революционной целесообразности имеет право вмешиваться в половую жизнь своих членов».

## Оценки
В 2004 году психолог и переводчик Сергей Степанов о «Двенадцати половых заповедей революционного пролетариата» отозвался следующим образом:

С позиций сегодняшнего дня заповеди Залкинда звучат почти анекдотично. Однако надо признать, что при всех последовавших изгибах официальной идеологии её основная тенденция в решении полового вопроса была предвосхищена (или смоделирована?) Залкиндом с удивительной прозорливостью. Всем памятно, как 15 лет назад участница советско-американского телемоста патетически заявила на потеху миллионам телезрителей: «У нас секса нет!». Что она при этом имела в виду, легко понять, перечитав заповеди, которым, прочно забыв про их автора, советское общество неуклонно следовало более полувека. Да и вся теория и практика полового воспитания в семье и школе была построена на этих заповедях, точнее — на идее сублимированного либидо. Это, конечно, крайность, и её негативные аспекты очевидны. Вот только намного ли лучше другая крайность, в которую современное общество впало по принципу «от противного»? Ведь раскрепощённая сексуальность чревата не меньшими проблемами, чем ущемлённая! Примеров не перечесть.